# Нефедова, Инара
Инара Нефедова (латыш. Ināra Ņefedova, в советский период Инара Язеповна Нефедова, урождённая Бру́мане, латыш. Brūmane; 30 марта 1930, Наукшенская волость, Валмиерский уезд — 6 января 2022) — латвийский искусствовед и музейный работник. Заслуженный деятель искусств Латвийской ССР (1980).
Окончила педагогическое училище в Валмиере (1949) и филологический факультет Рижского педагогического института (1959), работала учителем в школах Риги, Валмиеры и Резекне, а также в доме культуры в Сигулде. Затем окончила заочное отделение Латвийской академии художеств по кафедре истории и теории искусства (1965), защитив дипломную работу «Портрет в латвийской живописи» под руководством Эдуарда Клявиньша.
С 1966 года работала в Государственном художественном музее Латвийской ССР, заместитель директора по научной работе, в 1975—1987 гг. директор музея. Под руководством Нефедовой была подготовлена серия выставок искусства Латвии в Венгрии, Румынии, Дании, Швейцарии, Финляндии и других странах, с 1969 г. началась работа по возвращению работ художников латышской эмиграции в художественное пространство Латвии — заслуги Нефедовой в репатриации латвийского искусства высоко оценил Янис Петерс. В 1989 г. выступила одним из инициаторов создания Латвийского фонда культуры.
С 1962 г. публиковала научные и научно-популярные статьи об искусстве Латвии. Автор книг о творчестве Валдиса Калнрозе (1980), Джеммы Скулме (1981, русский перевод 1982), Карлиса Суниньша (1986), Эдгара Илтнера (1988, издательство «Советский художник»), Яниса Бректе (латыш. Dialogi ar Jāni Brekti; 2001), автор-составитель альбома «Шедевры латвийской живописи» (1988, текст на английском, русском, латышском и немецком языках), автор текстов к выставочным каталогам Лео Свемпса (1968), Конрада Убанса (1969), Бориса Берзиньша (1973) в Латвийском художественном музее, Майи Табака в Западном Берлине (1979). Член Союза художников Латвийской ССР (1973).